# 葉千栄
葉 千栄（よう せんえい、1957年4月14日 - ）は、中華人民共和国上海市出身の評論家、ジャーナリスト、元俳優である。現在は東海大学教授。神奈川県横浜市在住。専門は現代中国政治、中国経済の分析、東アジアの外交と安全保障、中国文明史、中国社会論など。

## 略歴
1957年上海生まれ。
1994年早稲田大学大学院政治研究科修士課程修了。また、香港の政治経済誌「亜州週間」の日本特派員を務めた。
MXテレビのトーク番組「Log in TOKYO」→『アジア電視台』（いずれも終了）の司会として、多くのゲストとトークを行う。キャスターを務めた朝日ニュースター『ニュースの深層』（木曜日）では、山崎拓、小沢一郎、鳩山由紀夫、石破茂、麻生太郎、亀井静香などの政治家、田岡俊次や森田実などのジャーナリスト、姜尚中、宮台真司、高橋哲哉、小此木政夫などの学者らと共演した。また岡崎久彦など、右派とみなされる人物の出演も多かった。現在は東海大学教授として教鞭をとるかたわら、執筆･講演を行い、「朝まで生テレビ!」「ニュース23」「みのもんたの朝ズバッ!」「サンデーモーニング」などのテレビ番組にゲスト出演する。

## 人物
- 東海大学では学生の評価アンケートによって選ばれる「ベストティーチング賞」４度受賞（学内最多）。
- 中国の政治体制や言論統制に対しては批判的な立場をとる。
- 中国国内で起きた反日暴動や日系企業への襲撃、製品ボイコットなどに対して「WTO加盟国としては容認すべきではない」と厳しく批判した。
- 中国の経済成長やマーケットとしての可能性は肯定的にとらえる一方、政府のインフラ投資や金融政策による「中国バブル」の懸念も指摘している
- 中国版Twitter微博では９万人近くのフォロワーを持つ。叶千荣 - 新浪微博（簡体字中国語）。
- 銀行や証券会社、シンクタンクなどの講演も数多く行っている。

## 主張
- 日中関係に関しては以下のようなスタンスをとる
  - 「日中関係の悪化は、日本企業の現地販売や輸出への悪影響だけでなく、中国にとっても日本企業の中国離れを加速させ大きなダメージを与える」
  - 「現在の硬直した日中関係は、日中双方のメディアによる部分が大きい。相手のリアルな姿を伝えず、局部の問題を全体のように報じることで双方の嫌悪を煽り、それによって形成された世論が両国の外交政策にまで影響を与えている」

## 出演
- レギュラー番組
- 「私の原点・視点」ナビゲーター（ラジオNIKKEI）
- 過去の主な出演番組
  - 「ビートたけしのTVタックル」 （テレビ朝日）
  - 「筑紫哲也のニュース23」（TBS）
  - 「朝まで生テレビ」（テレビ朝日）
  - 「みのもんたの朝ズバッ」（TBS）
  - 「愛川欽也のパックイン・ジャーナル」（CS朝日ニュースター）
  - 「なかよしテレビ」（フジテレビ）
  - 「Log in TOKYO」「東京自由時間」「夜更かしカフェ」「葉千栄のアジア電視台」「TOKYO MX NEWS」 （東京MXテレビ）
  - 「アクロス・ザ・ビュー」（J-WAVE）
  - 「テレビ中国語講座」（NHK）
  - 「Toyo Market Strategy」（ラジオNIKKEI）　※ 2004/10～2009/3
  - 「新華ファイナンス情報」」（ラジオNIKKEI）
  - 「全日空　中国ビジネス最前線」（ラジオNIKKEI）
  - 「葉千栄のNIPPONぶった斬り」（朝日ニュースター）～2011/3
  - 「月刊 国際観察」（朝日ニュースター）~2012/3

## 著書
- 『中国が知りたい』（1994　KKベストセラーズ）
- 『日本経済の意見･卓見』共著（1996　日本実業出版社）
- 『大中国はどうなる』共著（1996　文藝春秋）
- 『そして中国は変わった』（1998　KKベストセラーズ）
- 『リアル･チャイナ！～中国はどこへ向かっているのか』（2003　ダイヤモンド社）
- 『チャイナ・ビッグバン～スーパーインフラ投資と巨大消費市場の争奪戦』（2010 アーク出版）